# Rukieten
Rukieten ist eine Gemeinde im Landkreis Rostock in Mecklenburg-Vorpommern (Deutschland). Die Gemeinde wird vom Amt Schwaan mit Sitz in der gleichnamigen Stadt verwaltet.

## Geografie
Zwischen Warnowtal und dem Mühlbach liegt die Gemeinde Rukieten, etwa sechs Kilometer südöstlich von Schwaan an der Straßenverbindung nach Güstrow.
Umgeben wird Rukieten von den Nachbargemeinden Wiendorf im Norden, Hohen Sprenz im Osten, Mistorf im Süden, Kassow im Südwesten sowie Schwaan im Nordwesten.
Zur Gemeinde gehören die Ortsteile Rukieten und Göldenitz sowie die Wohnplätze Hoppenhof und Ausbau.

## Geschichte
Rukieten wurde erstmals 1306 in einer Pfandurkunde als „Rukitne“ erwähnt. Der Fürst von Werle verpfändete die Steuer aus dem Ort dem Ritter von Bülow.
Der Ortsname bedeutet "Sanddorn" (Polnisch: "rokitnik").
Zu Rukieten gehört seit den 1950er Jahren der Ort Göldenitz, der bereits 1259 erstmals in einer Urkunde auftaucht.

## Politik

### Gemeindevertretung und Bürgermeister
Der Gemeinderat besteht (inkl. Bürgermeister) aus 7 Mitgliedern. Die Wahl zum Gemeinderat am 26. Mai 2019 hatte folgende Ergebnisse:
| Partei/Bewerber          | Sitze |
| ------------------------ | ----- |
| Einzelbewerberin Harder  | 1     |
| Einzelbewerber Holzapfel | 1     |
| Einzelbewerber Klautke   | 1     |
| Einzelbewerber Stübe     | 1     |
| Die Linke                | 1     |
| Einzelbewerber Herold    | 1     |

Bürgermeister der Gemeinde ist Frank Becker, er wurde mit 53,89 % der Stimmen gewählt.

## Sehenswürdigkeiten
- Kapelle in Göldenitz von 1360

→ Siehe auch Liste der Baudenkmale in Rukieten

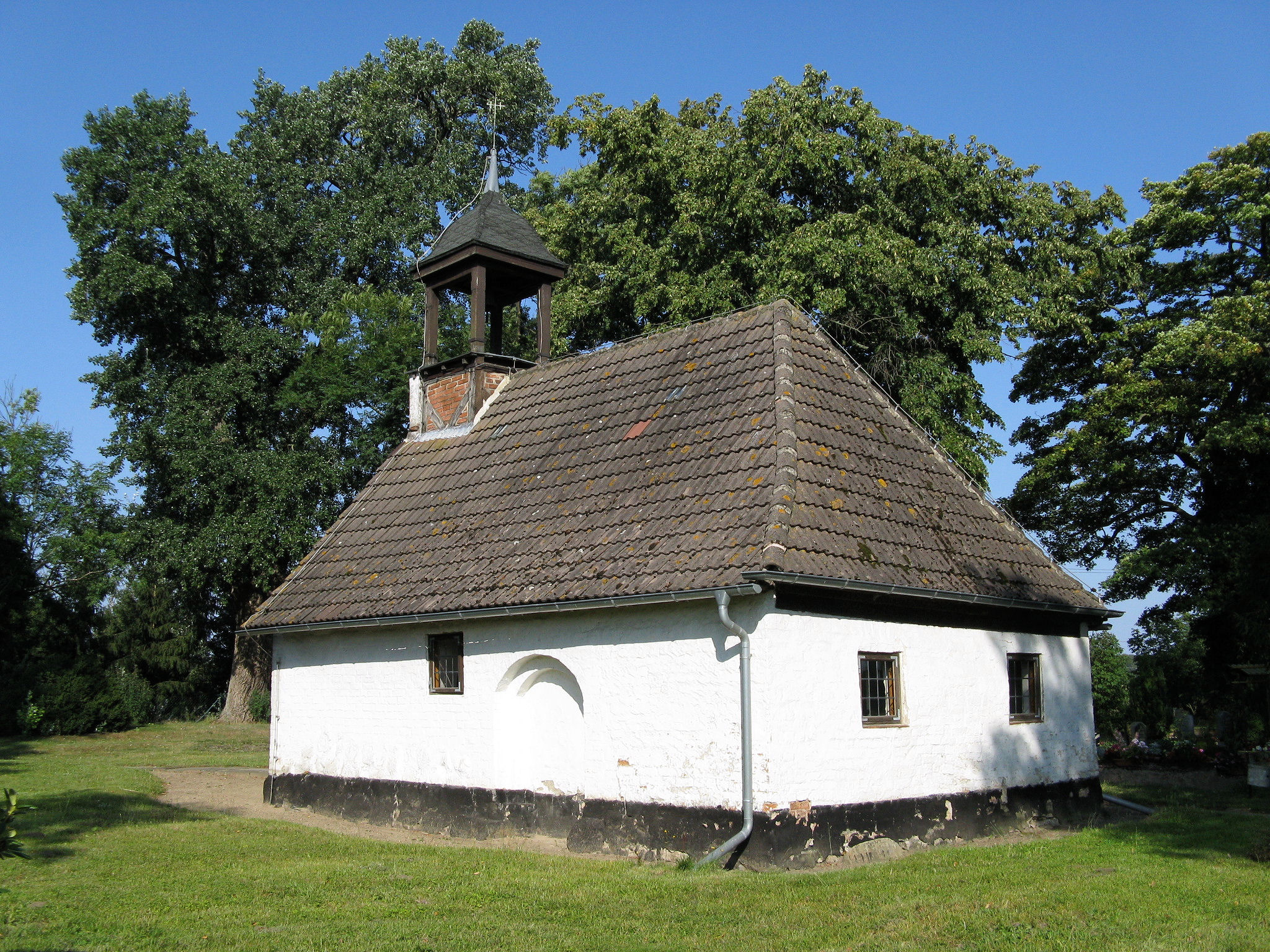
Kapelle in Göldenitz

## Verkehrsanbindung
Durch Rukieten und Göldenitz führt die Verbindungsstraße zwischen den Städten Schwaan und Güstrow. Anschluss an die Bahnstrecke Güstrow–Schwaan, welche von der Rostocker S-Bahn bedient wird, besteht in den Nachbargemeinden Schwaan und Mistorf.